# (36879) 2000 SM154
2000 SM154 (asteroide 36879) é um asteroide da cintura principal. Possui uma excentricidade de 0.08243150 e uma inclinação de 6.28017º.
Este asteroide foi descoberto no dia 24 de setembro de 2000 por LINEAR em Socorro.